# Hans Neuwirth
Hans Neuwirth, též Jan Neuwirth (16. května 1901 Jaroslavice – 6. dubna 1970 Mnichov), byl československý politik německé národnosti a meziválečný poslanec Národního shromáždění za Sudetoněmeckou stranu.

## Biografie
Jeho otec byl ředitelem měšťanské školy. Hans vystudoval gymnázium. Profesí byl novinářem, bytem v Praze. V jiném zdroji je uváděn jako advokát, koncipientem měl být u JUDr. Charváta ze Znojma.
Původně byl členem Německé křesťansko sociální strany lidové, ale vystoupil z ní ještě před vznikem Sudetoněmecké strany. V parlamentních volbách v roce 1935 se stal poslancem Národního shromáždění. Poslanecké křeslo ztratil na podzim 1938 v souvislosti se změnami hranic Československa.
Po roce 1936 jeho vliv ve straně stoupal a patřil mezi stranické vedení. Byl napojen na okruh spolku Kameradschaftsbund, který inspiroval lidi okolo Konrada Henleina k založení Sudetoněmecké strany. V roce 1936 se skupina bývalých politiků DNSAP pokusila o ovládnutí Sudetoněmecké strany. Neuwirth byl tehdy jedním z jejich terčů. Proti pokusu členů zrušené DNSAP získat vliv na stranu zpočátku vystupoval Henlein, později během roku 1937, ale fakticky vliv těchto lidí narůstal.
Po druhé světové válce byl po deset let vězněn v Československu. Pak žil v Západním Německu. Do roku 1958 byl ředitelem vědeckého historického ústavu Collegium Carolinum. Byl členem Sudetoněmecké rady a dalších krajanských spolků. Zemřel v dubnu 1970 v Mnichově.